# Guglielmo Ventura
Pour les articles homonymes, voir Ventura.
Guglielmo Ventura (né à Asti vers 1250, mort dans la même ville vers 1325) est un historien et un marchand italien.

## Biographie
Né à Asti, dans une famille de condition modeste, Guglielmo Ventura  encore adolescent, fut témoin, en 1261, des guerres civiles entre les factions des  guelfes Solaro et des gibelins Guttuari.
En 1273, il participa à la guerre contre les angevins. Il fut fait prisonnier près de Cossano et enfermé dans les prisons d'Alba.
Libéré l'année suivante, il combattit encore les Angevins et le Marquis de Monferrat à Altavilla, Tonco et Vignale.
Pèlerin à Rome lors du jubilé de l'an 1300, il était inscrit à la corporation des  "speziali" (confrérie des marchands d'épices).
Son activité avait pris un tel essor, qu'il était considéré comme l'un des plus importants citoyens de la ville.
Cultivé et curieux, il avait étudié Caton duquel il essayait de suivre les concepts.
Dans son testament, il déclare avoir participé au fastueux banquet que le roi Robert d'Anjou donna en honneur de la nomenclature d'Asti en l'an 1310 au couvent des frères mineurs. À sa mort, il fut enterré au monastère de S. Anne.

## La «Chronique»
Dans le Memoriale de rebus gestis civium astensium et plurium aliorum (Entreprises des citoyens d'Asti et de beaucoup d'autres), connu aussi sous le titre de Cronaca ou Memoraiale, il traite des événements des années 1260 - 1324 de la ville D'Asti en particulier, mais aussi des événements des autres régions d'Italie ou d'Europe.
Ses écrits comptent 114 chapitres rédigés en un latin très simple et avec une technique didactique médiocre.
La dernière partie de son œuvre est constituée de son testament avec des sermons et des conseils adressés à ses concitoyens et à ses fils.
La langue de Ventura est  altérée par des néologismes et par des termes vulgaires dérivés du dialecte.
Mais la vivacité de sa prose et l'intérêt des nouvelles rapportées font qu'il a été comparé par de nombreux érudits à:Dino Compagni, Giovanni Villani, Giacomo d'Oria, Andrea Dandolo.

### L'histoire locale
Ventura commence le Memoriale par la description des Confréries et des Compagnies au Palio d'Asti en l'an 1260 parlant aussi des guerres entre Asti et les Angevins.
Il s'attarde sur la course du  Palio que les gens d'Asti disputèrent sous les murs de Alba le 10 août 1275 (première nouvelle certaine de la fête d'Asti) et conclut en parlant des rivalités entre les familles guelfes et gibelines et aboutit à la domination angevine.

### Les événements italiens et européens
Il parle de la croisade de 1270, des disputes entre Gênes, Ferrare et Plaisance, des conflits entre Angleterre et France.
Il dit être présent à Rome au Jubilé de l'an 1300.
Au chapitre XXVII il parle de l'extermination des Templiers.
À partir de 1309, l'écrit transforme la chronique d'Asti en une vraie histoire de l'Italie.

## Asti au temps de Ventura
L'écrivain naquit dans la période où Asti était à l'apogée de sa puissance et de son rayonnement.
Témoin d'une période faste lors de sa jeunesse, il assista pendant sa maturité au déclin politique de la ville dilapidée par les luttes intestines entre guelfes et gibelins.
En 1310, Henri VII du Saint-Empire vint à Asti afin de pacifier les deux camps. Il imposa à la ville un vicaire et craignant une révolte, interdit les réunions de plus de trois personnes.
Mais à la mort prématurée de l'empereur, les vengeances entre familles reprennent encore plus intensément.
Partisan du peuple, il fut pris malgré lui dans les désaccords civils qui finirent par provoquer la chute du gouvernement autonome de la ville. Il en fut fortement affecté et préféra abandonner les charges et l'activité politique et finit par se retirer se consacrant uniquement à sa vie privée..

## Crédit d'auteurs
- (it) Cet article est partiellement ou en totalité issu de l’article de Wikipédia en italien intitulé « Guglielmo Ventura » (voir la liste des auteurs).